# Calf roping

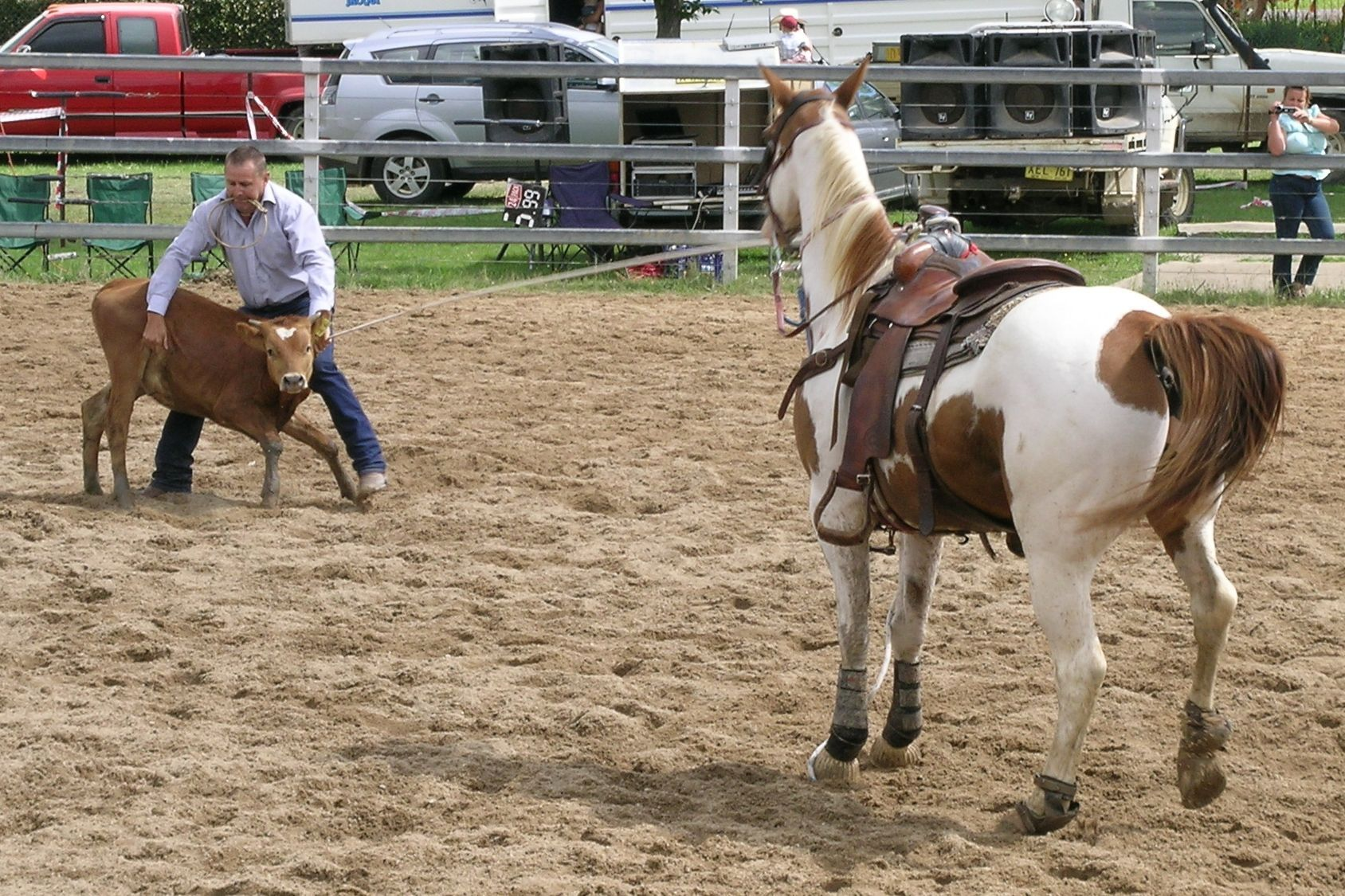
Calf roping nella competizione moderna

Il calf roping, noto anche come tie-down roping, è un evento da rodeo che vede la partecipazione di un vitello e di un cavaliere in groppa a un cavallo. L'obiettivo di questo evento a tempo è che il cavaliere catturi il vitello lanciandogli un lazo (avente un cappio) attorno al collo, scenda dal cavallo, corra verso il vitello e lo trattenga legandogli tre zampe insieme, nel più breve tempo possibile. Una variante di questo sport, con meno controversie sul benessere degli animali, è il breakaway roping, in cui il vitello viene catturato al lazo ma non legato.

## Origine
L'evento deriva dai doveri dei veri cowboy che lavoravano nei ranch, che spesso richiedevano di catturare e trattenere i vitelli per marchiarli o per cure mediche. I mandriani erano orgogliosi della velocità con cui riuscivano a catturare e legare i vitelli, il che trasformò presto il loro lavoro in gare informali.

## Evento moderno

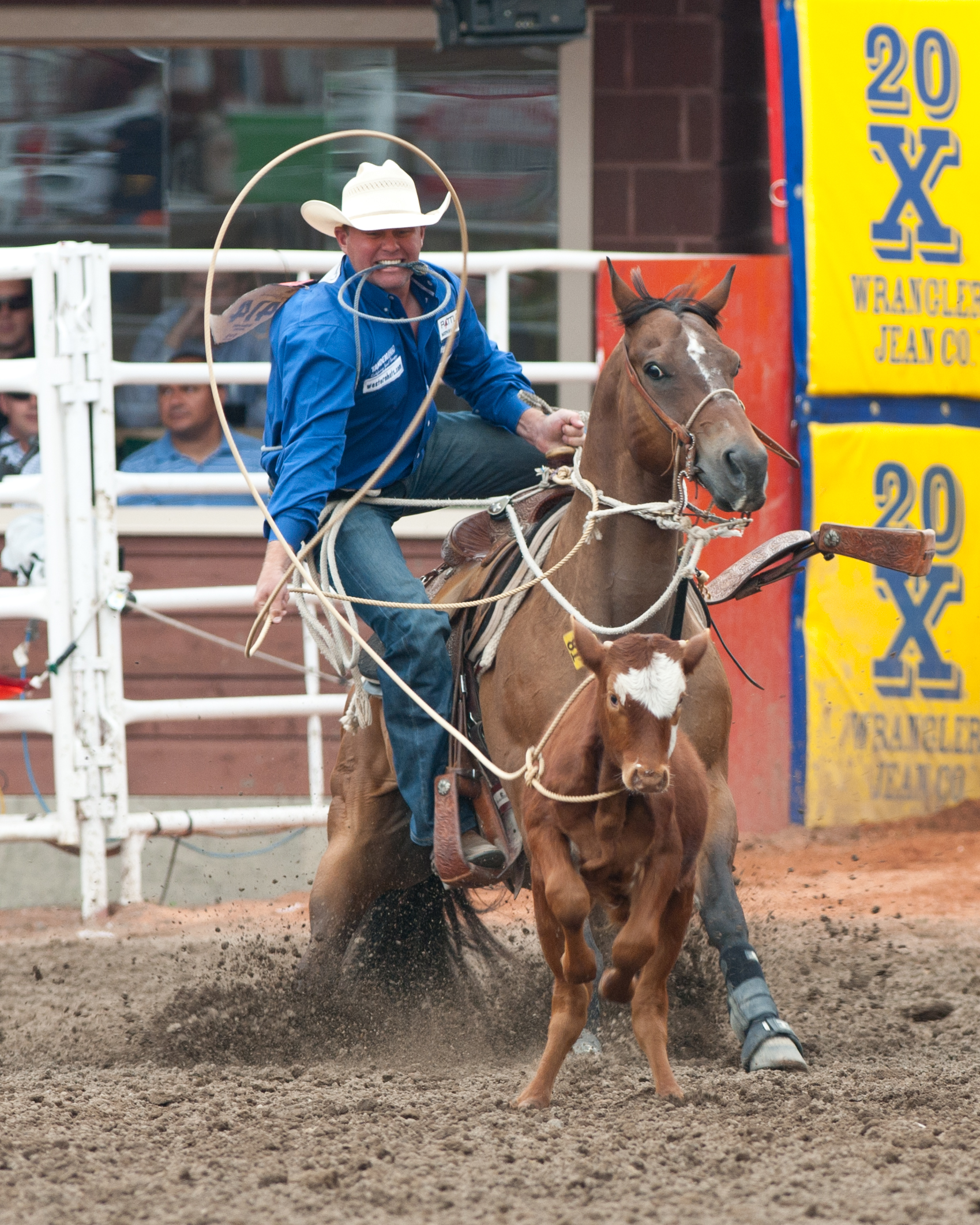
Evento di Calf Roping al Calgary Stampede, un rodeo, mostra e festival annuale che si tiene ogni luglio a Calgary, Alberta.

I vitelli vengono allineati in fila e fatti passare attraverso strette piste che conducono a uno scivolo con porte a molla. Quando un vitello entra nello scivolo, una porta viene chiusa dietro di esso e una corda leggera di 28 piedi (8,5 m), attaccata a una leva di sgancio, viene fissata attorno al collo del vitello. La leva tiene una corda tesa o "barriera" che corre attraverso un grande recinto o "box" su un lato dello scivolo del vitello, dove aspettano il cavallo e il cavaliere. La barriera viene utilizzata per garantire che il vitello abbia un vantaggio. Quando il lazo è pronto, il cavaliere "chiama" il vitello e l'operatore tira una leva che apre le porte dello scivolo e libera il vitello, corre fuori in linea retta. Quando il vitello raggiunge la fine della corda, che fa scattare la leva, la corda cade dal vitello e la barriera per il cavallo viene rilasciata, avviando il cronometro e consentendo al cavallo e al cavaliere di inseguire il vitello.
Il tempismo è fondamentale. Da fermo, un cavaliere metterà il suo cavallo al galoppo dal box poco dopo che il vitello lascia la pista, in modo che il cavallo risparmi secondi preziosi essendo quasi a piena velocità nel momento in cui la barriera si libera. Tuttavia, se il cavaliere sbaglia il suo segnale al cavallo ed esso rompe la barriera prima che si liberi, una penalità di 10 secondi verrà aggiunta al suo tempo. Questo è talvolta indicato come "Cowboy Speeding Ticket".
Il cavaliere deve prendere al lazo il vitello da cavallo gettando un cappio attorno al collo del bovino. Una volta che la corda è attorno al collo del vitello, il cavaliere (detto "roper") segnala al cavallo di fermarsi rapidamente mentre il cavaliere scende e corre verso il vitello. Quest'ultimo deve essere fermato dalla corda ma non può essere gettato a terra da essa. Se il vitello cade, il cavaliere perde secondi perché deve permettere al vitello di rimettersi in piedi. Quando il cavaliere raggiunge il vitello, lo solleva e lo gira di lato. Una volta che il vitello è a terra, il cavaliere lega insieme tre delle zampe del vitello con una corda corta nota come fissaggio o "piggin' string". Viene utilizzato "mezzo nodo", a volte chiamato colloquialmente "un giro e uno schiaffo" (wrap and a slap). Il piggin' string viene spesso portato tra i denti dal cavaliere finché non lo usa. Il cavallo viene addestrato ad assistere il cavaliere indietreggiando lentamente per mantenere una tensione costante sulla corda.
Una volta completata la legatura, il cavaliere alza le mani in aria per segnalare "tempo" e fermare il cronometro. Il cavaliere monta di nuovo a cavallo e lo fa muovere in avanti per allentare la tensione sulla corda. Il timer attende sei secondi, durante i quali il vitello deve rimanere legato prima che venga registrato un tempo ufficiale. Dopo i sei secondi, due ufficiali si prendono cura del vitello slegandolo e lasciandolo uscire dall'arena. I migliori cavalieri professionisti catturano e legano un vitello in sette secondi. Il record mondiale è di poco più di sei secondi.

## Organizzazioni e regolamenti
L'evento è riconosciuto dalla maggior parte delle organizzazioni di rodeo, tra cui la Professional Rodeo Cowboys Association (PRCA) e l'International Professional Rodeo Association. Negli Stati Uniti, ci sono due organizzazioni che promuovono solo il calf roping: la United States Calf Ropers Association (USCRA) e l'Ultimate Calf Roping (UCR). Altri eventi di rodeo cronometrati che utilizzano bovini includono il breakaway roping, lo steer wrestling e il team roping, che utilizza tori adulti.
Negli eventi PRCA, il vitello deve pesare tra 220 e 280 libbre (circa dai 100 ai 127 kg). I vitelli devono essere forti e sani; non possono essere utilizzati animali malati o feriti. Secondo la PRCA, "La maggior parte dei vitelli non gareggia più di qualche dozzina di volte nella propria vita a causa delle restrizioni di peso e di utilizzo e del fatto che i vitelli crescono così rapidamente".

## Problemi di benessere degli animali
Ci sono preoccupazioni sul benessere dei vitelli utilizzati nel rodeo professionale, e l'industria stessa controlla attentamente gli eventi, penalizzando i concorrenti che "strattonano" un vitello con la corda o lo capovolgono all'indietro. Nel 1994, un sondaggio su 28 rodei autorizzati è stato condotto da veterinari indipendenti in loco. Esaminando 33.991 corse di animali, il tasso di infortuni è stato documentato allo 0,047%.
Uno studio sugli animali da rodeo in Australia ha riscontrato un tasso di infortuni simile. Gli infortuni di base si sono verificati a un tasso dello 0,072%, ovvero uno su 1405, con infortuni che hanno richiesto cure veterinarie allo 0,036%, ovvero un infortunio ogni 2810 volte in cui l'animale è stato utilizzato, e il trasporto, l'arena e competizione sono stati tutti inclusi nello studio.
Un successivo sondaggio PRCA su 60.971 spettacoli di animali in 198 spettacoli di rodeo e 73 sezioni di "allentamento" ha indicato che 27 animali sono rimasti feriti, ancora una volta lo 0,0004%.
I sostenitori dei diritti degli animali sostengono, tuttavia, che esempi di lesioni causate dal calf roping includono la paralisi da lesioni del midollo spinale, trachee recise, così come fratture della schiena, del collo e delle gambe. Il calf roping non è consentito nello Stato del Rhode Island, nella città di Baltimora, in alcune località dell'Australia, del Brasile e del Canada ed è vietata a livello nazionale nel Regno Unito, in Germania e nei Paesi Bassi.
L'ASPCA, un'organizzazione per i diritti degli animali, nota che le sessioni di allenamento sono spesso occasione di abusi più gravi rispetto alle competizioni.
Uno studio del 2016 ha indicato che il processo di legatura dei vitelli, incluso il fatto di essere condotti nell'arena e nei cancelli, era stressante per gli animali, come dimostrato dal movimento degli occhi quando legati e dall'aumento del cortisolo, dell'epinefrina e della noradrenalina nel sangue. Anche i vitelli alle prime armi appena condotti nei cancelli e attraverso l'arena hanno mostrato risposte allo stress, sperimentando uno stress leggermente più elevato rispetto a quelli esperti. Tuttavia, le risposte al cortisolo non sono continuate a lungo. I ricercatori hanno ipotizzato che i professionisti al massimo livello fossero meno stressanti per gli animali rispetto ai cavalieri inesperti.